# Gerberga de Lotaríngia
Gerberga de Lotaríngia (975-1018) fou comtessa de Lovaina. Era filla del duc Carles de Lotaríngia, ell mateix fill de Lluís IV de França i Gerberga de Saxònia. La seva mare era Adelaida/Agnès de Vermandois.
Es va casar amb Lambert I, comte de Lovaina, amb qui va tenir:
- Enric I[2]
- Lambert II[2]
- Matilde (també anomenada Maud), que es va casar amb el comte Eustaqui I de Boulogne[2]
- Reginar[2]